# Li Jing (gymnastique)
Pour les articles homonymes, voir Li Jing (homonymie).
Dans ce nom chinois, le nom de famille, Li, précède le nom personnel.
Li Jing (chinois : 李敬; né le 23 février 1970) est un gymnaste chinois.

## Palmarès

### Jeux olympiques
- Barcelone 1992
  -  médaille d'argent par équipes
  -  médaille d'argent aux anneaux
  -  médaille d'argent aux barres parallèles

### Championnats du monde
- Stuttgart 1989
  -  médaille d'or aux barres parallèles
  -  médaille de bronze au concours général individuel
  -  médaille de bronze au cheval d'arçons
  -  médaille de bronze par équipes

- Indianapolis 1991
  -  médaille d'or aux barres parallèles
  -  médaille d'argent par équipes
  -  médaille de bronze au cheval d'arçons

- Paris 1992
  -  médaille d'or au cheval d'arçons
  -  médaille d'or aux barres parallèles
  -  médaille d'argent à la barre fixe